# Langschnabel-Nektarjala

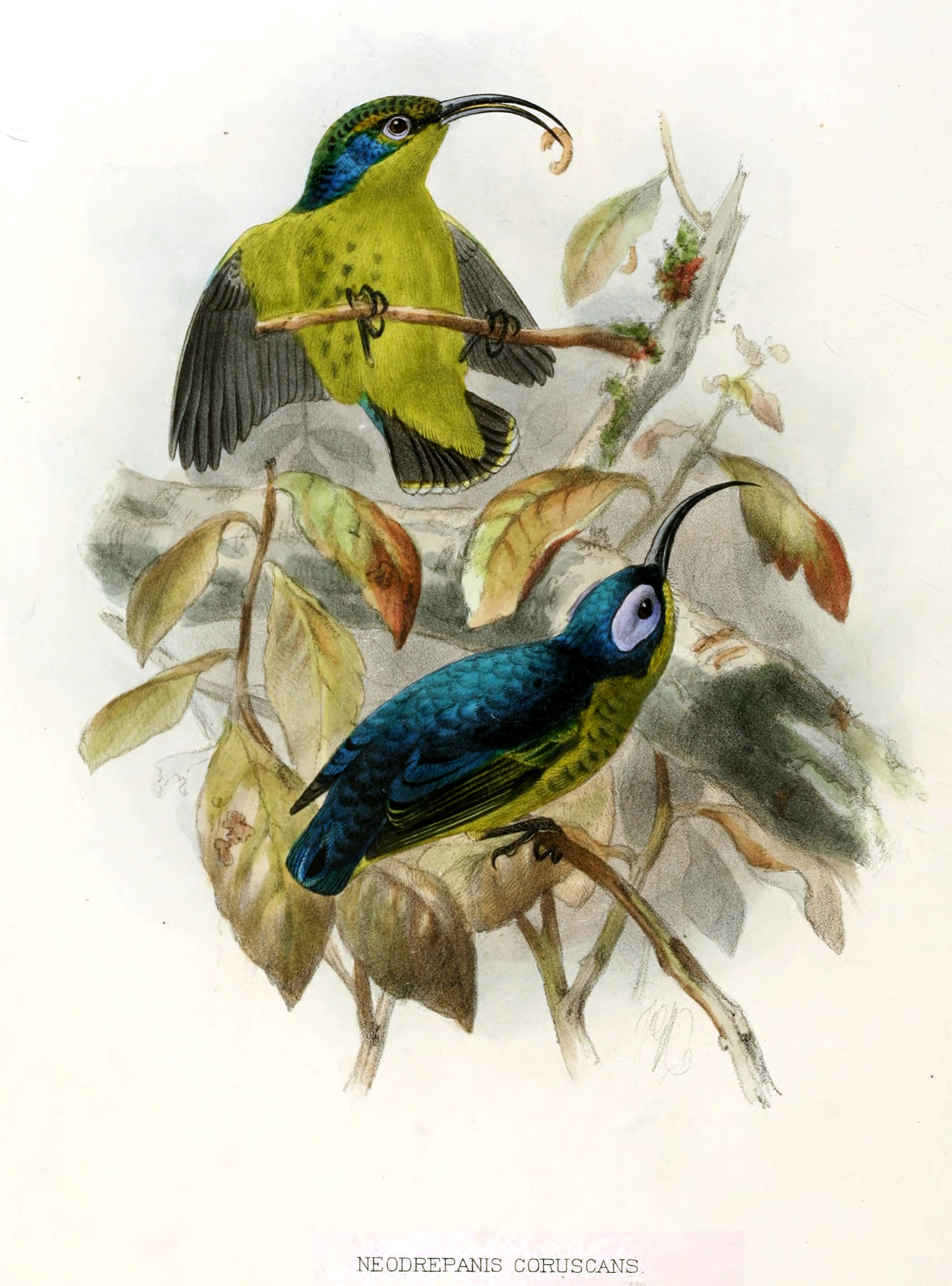
Illustration von John Gerrard Keulemans

Der Langschnabel-Nektarjala (Neodrepanis coruscans, auch Pseudo-Nektarvogel) ist ein endemisch auf Madagaskar vorkommender Vogel aus der Familie der Lappenpittas (Philepittidae).

## Merkmale
Die sehr kleinen Langschnabel-Nektarjalas erreichen eine Körperlänge von 9,5 bis 10,5 Zentimetern. Die Steuerfedern sind sehr kurz. Der Schnabel ist lang und gebogen und damit zur Aufnahme von Nektar aus Blüten sehr gut geeignet. Zwischen den Geschlechtern besteht bezüglich der Gefiederfärbung zeitweise ein deutlicher Sexualdimorphismus. Lediglich die Männchen präsentieren während der Balz- und Brutzeit ein farbenprächtiges Gefieder (Prachtkleid). Sie haben dann einen schwarz gefärbten Kopf. Um die Augen herum befindet sich ein Hautlappen, der eine hellblaue Färbung zeigt. Kehle, Brust, Bauch und Flanken sind kräftig gelb, das Rückengefieder ist blaugrau, die Flügel blau bis graugrün gefärbt. Während der übrigen Zeitabschnitte tragen sie ein Schlichtkleid, bei dem das Kopfgefieder sowie das Rückengefieder und die Flügel überwiegend dunkel olivgrün gefärbt sind. Eine sehr ähnliche Zeichnung zeigt auch das Weibchen ganzjährig.

## Ähnliche Arten
Der Kurzschnabel-Nektarjala (Neodrepanis hypoxantha) hat einen etwas kürzeren Schnabel. Die Flügel der Männchen zeigen im Gefieder des Prachtkleids graublaue Tönungen; der Augenhautlappen ist innen grün und hat eine dunkelblaue Umrandung. Im Schlichtkleid und bei den Weibchen herrschen im Gefieder der Oberseite matte Olivtönungen vor.

## Verbreitung und Lebensraum
Das Verbreitungsgebiet des Langschnabel-Nektarjalas erstreckt sich entlang der gesamten Ostseite Madagaskars. Bevorzugt besiedelt er Regenwälder in Höhenlagen zwischen 400 und 1500 Metern.

## Lebensweise
Die Vögel ernähren sich in erster Linie von Nektar, beispielsweise dem Blütennektar von Bakerella-, Springkraut- (Impatiens) Hedychium- Schwarzmundgewächs- (Melastomataceae) und Rötegewächsarten (Rubiaceae). Das Nahrungsspektrum wird gelegentlich durch den Nektar von Glanzkraut (Liparis) aus der Familie der Orchideen (Orchidaceae) sowie durch kleine Früchte oder Insekten erweitert. Zuweilen sind Langschnabel-Nektarjalas in gemischten Vogelschwärmen zu beobachten. Die Hauptbrutsaison fällt in die Monate August bis Januar. Das eiförmige Nest wird vom Weibchen aus trockenen Blättern, schlanken Zweigen und Moos gefertigt und mit einer kleinen Überdachung über dem Eingang in ca. fünf Metern Höhe über dem Erdboden im Blattwerk angelegt und mit zwei Eiern bestückt. Die Nestlinge werden von beiden Eltern mit Nahrung versorgt. Weitere Details zum Brutverhalten liegen nicht vor.

## Gefährdung
Der Langschnabel-Nektarjala kommt in den östlichen Nationalparks und den angrenzenden Gebieten auf Madagaskar weit verbreitet und nicht selten vor. Er wird demzufolge von der Weltnaturschutzorganisation IUCN als  „least concern = nicht gefährdet“ klassifiziert.